# جون أوستين (لاعب كرة مضرب)
جون أوستين (بالإنجليزية: John Austin)‏ هو لاعب كرة مضرب أمريكي، ولد في 31 يوليو 1957 في توررانسي في الولايات المتحدة.

## وصلات خارجية
- جون أوستين على موقع رابطة محترفي التنس (الإنجليزية)
- جون أوستين على موقع الاتحاد الدولي لكرة المضرب (الإنجليزية)
- جون أوستين على موقع خلاصة التنس.كوم (الإنجليزية)